# 阿富汗侵占史
阿富汗在历史上被侵占多次，且其與鄰國的边界問題以及合法的政府一直存在争议。侵略者包括南亚的统治者莫卧儿人，沙皇俄国，苏联，英帝国，以及现在的北约联合部队和由美国领导的联合国部队（阿富汗战争2001—2021)。

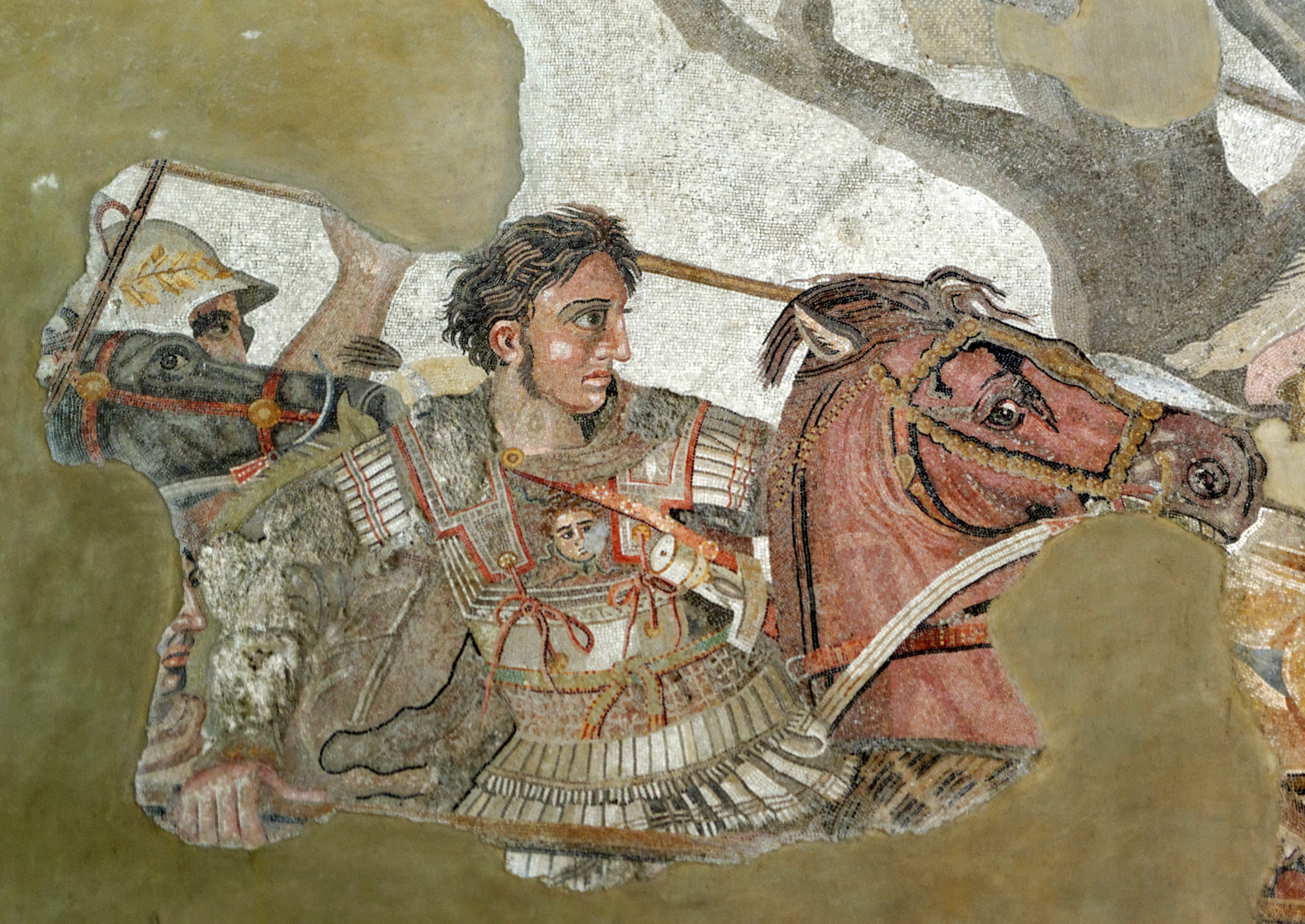
亚历山大大帝 与波斯王的战争 波斯王大流士三世 (庞培 摩賽客, 源自 公元前4世纪, 最初为希腊画作，原画现已遗失)。

从地缘政治学的角度来说，控制阿富汗对控制南亚地区有着至关重要的意义。阿富汗在大博弈实力竞争中是一个重要的部分。现在對于阿富汗的战争，可以被看作是对南亚控制权的争夺，及对其本身自然资源包括其位于欧亚之间重要战略位置的争夺的一种延伸。从历史来看，对阿富汗的征服一向在对从西方通过開伯爾山口对印度的入侵中扮演重要角色。
作为亚历山大大帝一系列征伐的一部分，他在公元前330年对如今称为“阿富汗”的地区进行了该地区有史以来的第一次入侵。在被征服的城市中，有赫拉特和坎大哈。
其后，公元7世纪，该地区被来自西方的阿拉伯帝国穆斯林军队入侵，这次侵占，以及随后突厥人的占领，导致该地区大多数居民伊斯兰化。随后，该地区分别两次被蒙古人从北方和东方入侵。第一次入侵由成吉思汗领导，第二次由自称蒙古人黄金家族血统后裔的帖木尔领导。入侵的动机是为了征服印度以及大伊斯兰的核心地区。
19世纪间，独立的阿富汗遭到英属印度的两次入侵，分别发生在第一次英阿战争（1838-1842）和第二次英阿战争（1878-1880）。两次入侵的目的都是为了遏制俄国在该地区的影响，以及镇压当地部族领导人。两次入侵战争均以英军失败而告终。尽管持续遭受严重损失，阿富汗地方军阀依旧牢牢的控制着该地区。在这段时期，部族的边境战争一直持续着。在欧洲和印度，该地区被称作西北前线。

爆发于西元1979年12月的苏联入侵阿富汗的战争导致了由美国领导的对1980年夏季奥林匹克运动会的抵制并促使美国资助并武装当地激进的伊斯兰抵抗组织。当地的自由战士、游擊民兵与来自其他阿拉伯国家的战士，聯合在一起，最终将苏联成功驱逐出阿富汗。这是苏联最为耻辱的军事失败，并成为导致苏联共产主义瓦解的重要因素。自由战士间的混战形成了封建地方军阀，并最终形成了暴力的原教旨主义者—塔利班政权。
21世纪之初，阿富汗依旧处于与西方力量的冲突之中。为了抓捕美国政府宣称的911恐怖袭击幕后策划奥萨玛·本·拉登，美国发动了于2001年的阿富汗战争（2001-2021）。他们成功的推翻了激进的政教合一的塔利班政府并严重破坏了奥萨玛·本·拉登的基地组织。塔利班政权曾为奥萨玛·本·拉登提供庇护并因其对人权的违背而声名狼籍。塔利班的领导层幸免下来并躲藏于阿富汗，特别是阿富汗南部地区，并继续发动游击队袭击以抗击美国与其盟友以及总统哈米德·卡尔扎伊政府的军队。
2006年，美军将该地的防务移交给北约的驻军。20,000美军中的12,000人与北约的20,000名士兵组成了联合部队。剩余的美军将继续搜寻基地恐怖分子。加拿大军队领导并立即发起了对塔利班游击队蚕食区域的攻势。仅仅以少数士兵伤亡为代价，英国、美国以及加拿大的部队消灭了超过1,000名塔利班战士并迫使数以千计的塔利班战士撤退。由于许多幸存的游击队员开始了重组，北约和阿富汗政府军事高层预计未来会有更多的冲突。2021年，塔利班大举进攻，包括喀布尔在内的大部分地区沦陷，美军随之撤离，只有少部分政府军残余势力仍在抵抗。